# Latschach am Faaker See
Latschach (früher auch Unterlatschach; slowenisch Loče) ist ein Dorf, eine Ortschaft und gleichzeitig die Katastralgemeinde Latschach am Faaker See in der Marktgemeinde Finkenstein am Faaker See im Bezirk Villach-Land in Kärnten, Österreich.

## Geographie
Latschach liegt südlich vom Faaker See auf einer Seehöhe von ca. 650 m. Die Bezirkshauptstadt Villach liegt zehn Kilometer nordwestlich.

## Kultur und Sehenswürdigkeiten

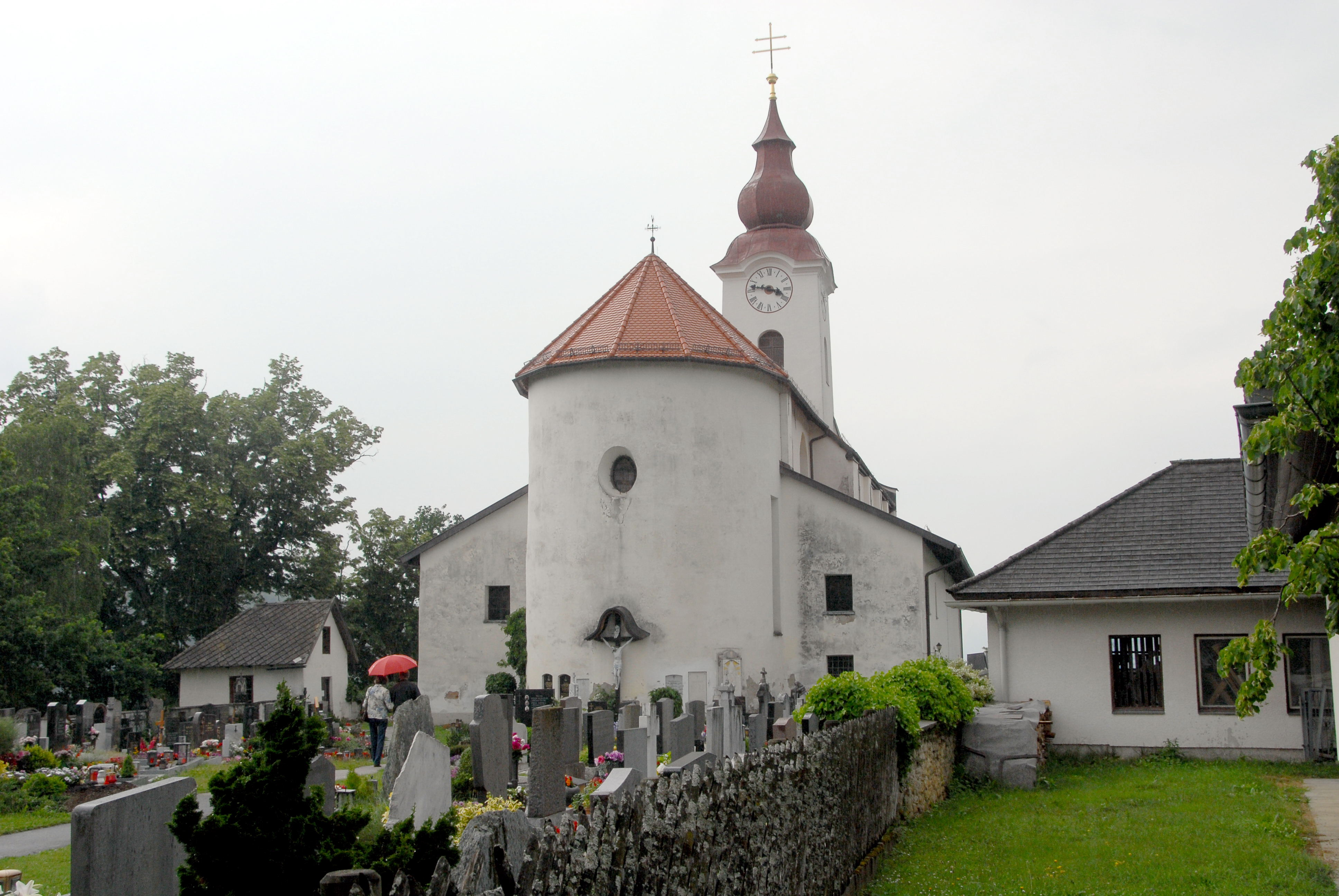
Pfarrkirche Latschach

- Katholische Pfarrkirche Latschach hl. Ulrich

## Wirtschaft und Infrastruktur
Der Ort verfügt über ein Kulturhaus, in dem besonders in der Touristiksaison zahlreiche Veranstaltungen stattfinden.
Die Bevölkerung lebt hauptsächlich vom Sommer- und Winter-Tourismus, wovon zahlreiche Privatunterkünfte und mehrere Pensionen zeugen.
Vom Villacher Feld kommend führt der Fernwanderweg Julius Kugy Alpine Trail, Etappe 30 (ÖAV/Landesverband Kärnten) über den Bahnhof Faak am See zur Bertahütte.

### Fuchsfährte
Die Fuchsfährte ist ein im Juni 2017 neu konzipierter und errichteter Wanderweg bei Hotel Schönleiten.

## Persönlichkeiten
- Ein berühmter Sportler aus Latschach ist der Radprofi Peter „Paco“ Wrolich, der alljährlich auch ein Bergrennen in Latschach organisiert.
- Der Nazi Hubert Klausner machte 1936 sein Haus in Latschach am Faaker See zum Hauptquartier der illegalen Gauleitung.[3]